# Harald Schindler
Harald Schindler (* 6. August 1953; † 22. Dezember 2020) war ein deutscher Heimatforscher. Er leitete die Gebhardtsche Raritätensammlung in der Villa Austel in Zwönitz.

## Leben
Der Diplomingenieur für Feinmesstechnik, der im VEB Messgerätewerk Zwönitz tätig war, beschäftigte sich ab 1977 mit der Heimatgeschichte und dem Naturschutz in der Region Zwönitz. So gehörte er innerhalb des Kulturbundes der DDR der Ortsgruppe der Zwönitzer Naturschützer und der Heimatforschergruppe an. Nach der Wende wurde er Mitbegründer der BUND-Ortsgruppe und des Erzgebirgszweigvereins Zwönitz. Von 1991 bis 2001 war Schindler Redakteur des Zwönitzer Wochenblattes, von 2001 bis 2016 Leiter des Museums in der Austelvilla in Niederzwönitz, in dem die von Bruno Gebhardt (1894–1975) zusammengetragene Gebhardtschen Raritätensammlung verwahrt und gezeigt wird. Er war Autor und Co-Autor mehrerer regionalgeschichtlicher Beiträge und Bücher.
Er betätigte sich zudem als Genossenschafts- und Aufsichtsratsmitglied der Wohnungsgenossenschaft Zwönitz eG.

## Werke
- Das Zwönitztal in historischen Ansichten. Geiger 1993. ISBN 3-89264-904-9
- Chronik des Erzgebirgsvereins Zwönitz: gewidmet Pfarrer Friedrich Hermann Löscher, einem der bedeutendsten Kenner des Erzgebirges und seiner Menschen (= Beiträge zur Geschichte der Stadt und ihrer Dörfer 19), Zwönitz 2005.
- Zwönitz. (Die Reihe Bilder aus der DDR) Sutton 2006 ISBN 978-3-89702-843-2
- mit Uwe Schneider: Zwönitz – alte Bergstadt mit Zukunft: Festschrift zum 850-jährigen Stadtjubiläum. Stadtverwaltung Zwönitz (Hrsg.), 2010.
- Die Austel-Villa in Niederzwönitz: ein Prachtbau wird 125 Jahre alt (= Beiträge zur Geschichte der Stadt und ihrer Dörfer 24), Zwönitz 2011.